# Cam Janssen
Pour les articles homonymes, voir Janssen.
Cam Janssen (né le 15 avril 1984 à Saint-Louis dans l'État du Missouri aux États-Unis) est un joueur professionnel de hockey sur glace.

## Carrière en club
Il commence sa carrière en junior dans la Ligue de hockey de l'Ontario en jouant pour les Spitfires de Windsor en 2001-2002 puis il est choisi à la fin de l'année lors du repêchage d'entrée dans la Ligue nationale de hockey par les Devils du New Jersey au quatrième tour (117e choix au total).
Il reste dans le circuit junior encore quelques années jusqu'en 2004. Il finit alors une saison avec les Storm de Guelph avec qui il a accédé à la finale de la Coupe Memorial.
Il rejoint les River Rats d'Albany de la Ligue américaine de hockey, franchise alors associée aux Devils. Dès la saison suivante, il vient muscler la défense des Devils affaiblie par les départs de Scott Stevens et de Scott Niedermayer. En moins de 50 matchs, il finit comme le Devils ayant le plus pénalité majeur (onze) pour bagarre.
Connu pour son tempérament de bagarreur, Janssen est apprécié du public des Devils et il inscrit son premier but lors d'une défaite contre les Capitals de Washington le 24 février 2007.
Le 26 février 2008, à la date limite des transactions dans la LNH, il fut échangé aux Blues de Saint-Louis en retour de Bryce Salvador.

## Statistiques
| Saison     | Équipe               | Ligue      |     | Saison régulière | Saison régulière | Saison régulière | Saison régulière | Saison régulière |   | Séries éliminatoires | Séries éliminatoires | Séries éliminatoires | Séries éliminatoires | Séries éliminatoires |
| Saison     | Équipe               | Ligue      | PJ  | B                | A                | Pts              | Pun              | PJ               | B | A                    | Pts                  | Pun                  |                      |                      |
| 2001-2002  | Spitfires de Windsor | LHO        | 64  | 5                | 17               | 22               | 268              | 10               | 0 | 0                    | 0                    | 13                   |                      |                      |
| 2002-2003  | Spitfires de Windsor | LHO        | 50  | 1                | 12               | 13               | 211              | 7                | 0 | 1                    | 1                    | 22                   |                      |                      |
| 2003-2004  | Spitfires de Windsor | LHO        | 35  | 4                | 9                | 13               | 144              | -                | - | -                    | -                    | -                    |                      |                      |
| 2003-2004  | Storm de Guelph      | LHO        | 29  | 7                | 4                | 11               | 125              | 22               | 3 | 3                    | 6                    | 49                   |                      |                      |
| 2004-2005  | River Rats d'Albany  | LAH        | 70  | 1                | 3                | 4                | 337              | -                | - | -                    | -                    | -                    |                      |                      |
| 2005-2006  | River Rats d'Albany  | LAH        | 26  | 1                | 3                | 4                | 117              | -                | - | -                    | -                    | -                    |                      |                      |
| 2005-2006  | Devils du New Jersey | LNH        | 47  | 0                | 0                | 0                | 91               | 9                | 0 | 0                    | 0                    | 26                   |                      |                      |
| 2006-2007  | Devils de Lowell     | LAH        | 9   | 0                | 1                | 1                | 29               | -                | - | -                    | -                    | -                    |                      |                      |
| 2006-2007  | Devils du New Jersey | LNH        | 48  | 1                | 0                | 1                | 114              | -                | - | -                    | -                    | -                    |                      |                      |
| 2007-2008  | Devils de Lowell     | LAH        | 3   | 0                | 0                | 0                | 4                | -                | - | -                    | -                    | -                    |                      |                      |
| 2007-2008  | Blues de Saint-Louis | LNH        | 12  | 0                | 1                | 1                | 18               | -                | - | -                    | -                    | -                    |                      |                      |
| 2008-2009  | Blues de Saint-Louis | LNH        | 56  | 1                | 3                | 4                | 131              | 1                | 0 | 0                    | 0                    | 0                    |                      |                      |
| 2009-2010  | Blues de Saint-Louis | LNH        | 43  | 0                | 0                | 0                | 190              | -                | - | -                    | -                    | -                    |                      |                      |
| 2010-2011  | Blues de Saint-Louis | LNH        | 54  | 1                | 3                | 4                | 131              | -                | - | -                    | -                    | -                    |                      |                      |
| 2011-2012  | Devils du New Jersey | LNH        | 48  | 0                | 1                | 1                | 75               | -                | - | -                    | -                    | -                    |                      |                      |
| 2012-2013  | Devils du New Jersey | LNH        | 4   | 0                | 0                | 0                | 2                | -                | - | -                    | -                    | -                    |                      |                      |
| 2012-2013  | Devils d'Albany      | LAH        | 36  | 1                | 4                | 5                | 65               | -                | - | -                    | -                    | -                    |                      |                      |
| 2013-2014  | Devils du New Jersey | LNH        | 24  | 3                | 0                | 3                | 22               | -                | - | -                    | -                    | -                    |                      |                      |
| 2013-2014  | Devils d'Albany      | LAH        | 27  | 0                | 3                | 3                | 24               | -                | - | -                    | -                    | -                    |                      |                      |
| 2014-2015  | Devils d'Albany      | LAH        | 34  | 1                | 1                | 2                | 81               | -                | - | -                    | -                    | -                    |                      |                      |
| 2015-2016  | Nottingham Panthers  | EIHL       | 62  | 4                | 6                | 10               | 120              | 4                | 1 | 0                    | 1                    | 2                    |                      |                      |
| Totaux LNH | Totaux LNH           | Totaux LNH | 336 | 6                | 18               | 14               | 774              | 10               | 0 | 0                    | 0                    | 26                   |                      |                      |